# Port lotniczy Sauðárkrókur
Port lotniczy Sauðárkrókur (isl. Sauðárkrókurflugvöllur, IATA: SAK, ICAO: BIKR) – islandzki port lotniczy w zlokalizowany w miejscowości Sauðárkrókur.